# Kantorenpark Sittard

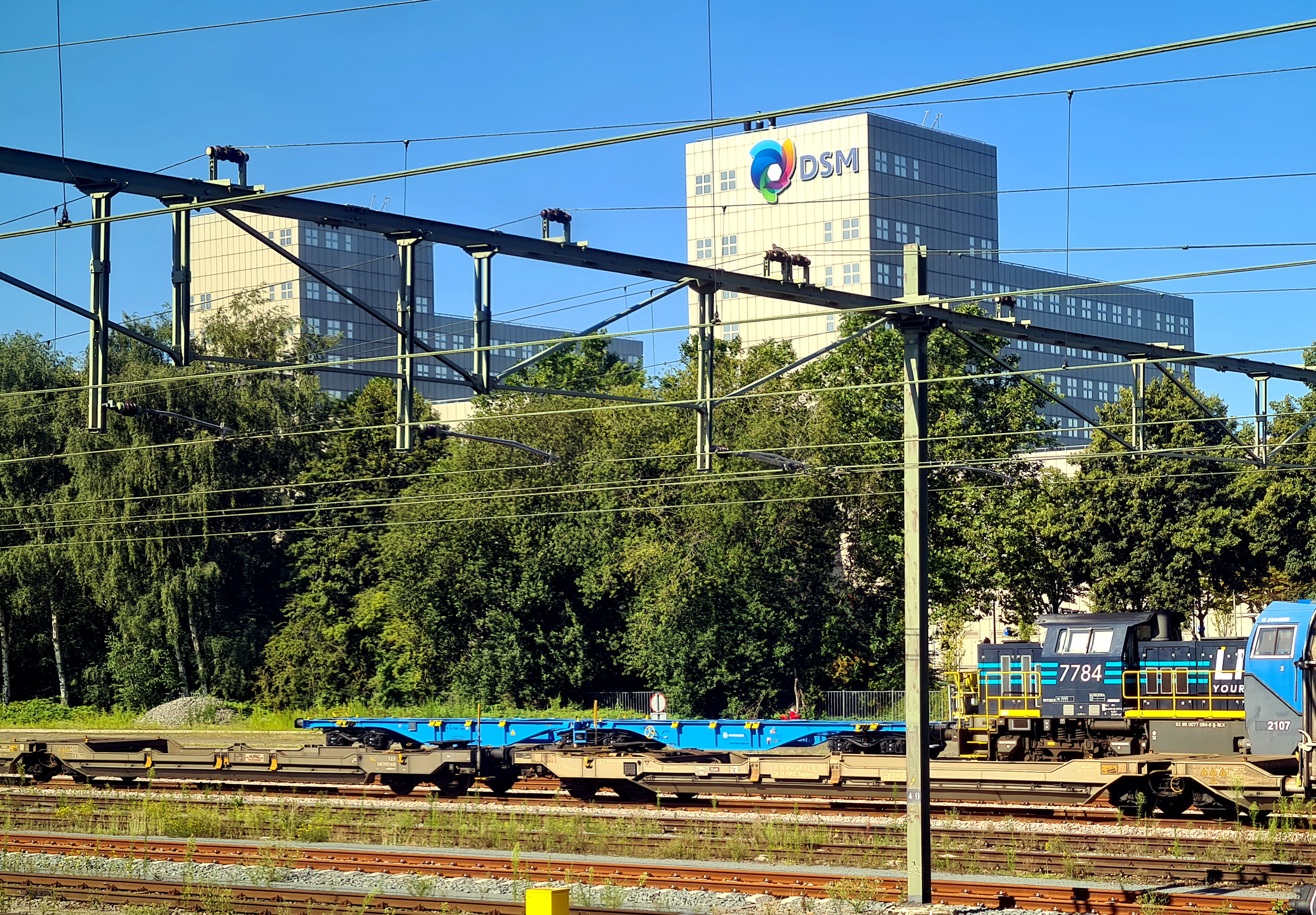
Vm. kantorencomplex van DSM, thans PITground, gezien vanaf station Sittard

Kantorenpark Sittard is een kantorenwijk in Sittard, gemeente Sittard-Geleen, in de Nederlandse provincie Limburg. Het terrein heeft een oppervlakte van circa 20 hectare en is gelegen aan de westzijde van station Sittard. In het Kantorenpark bevinden zich kantoren van verschillende grote bedrijven, waaronder chemiereus SABIC, en een groot woon- en werkcomplex genaamd PITground.

## Geschiedenis

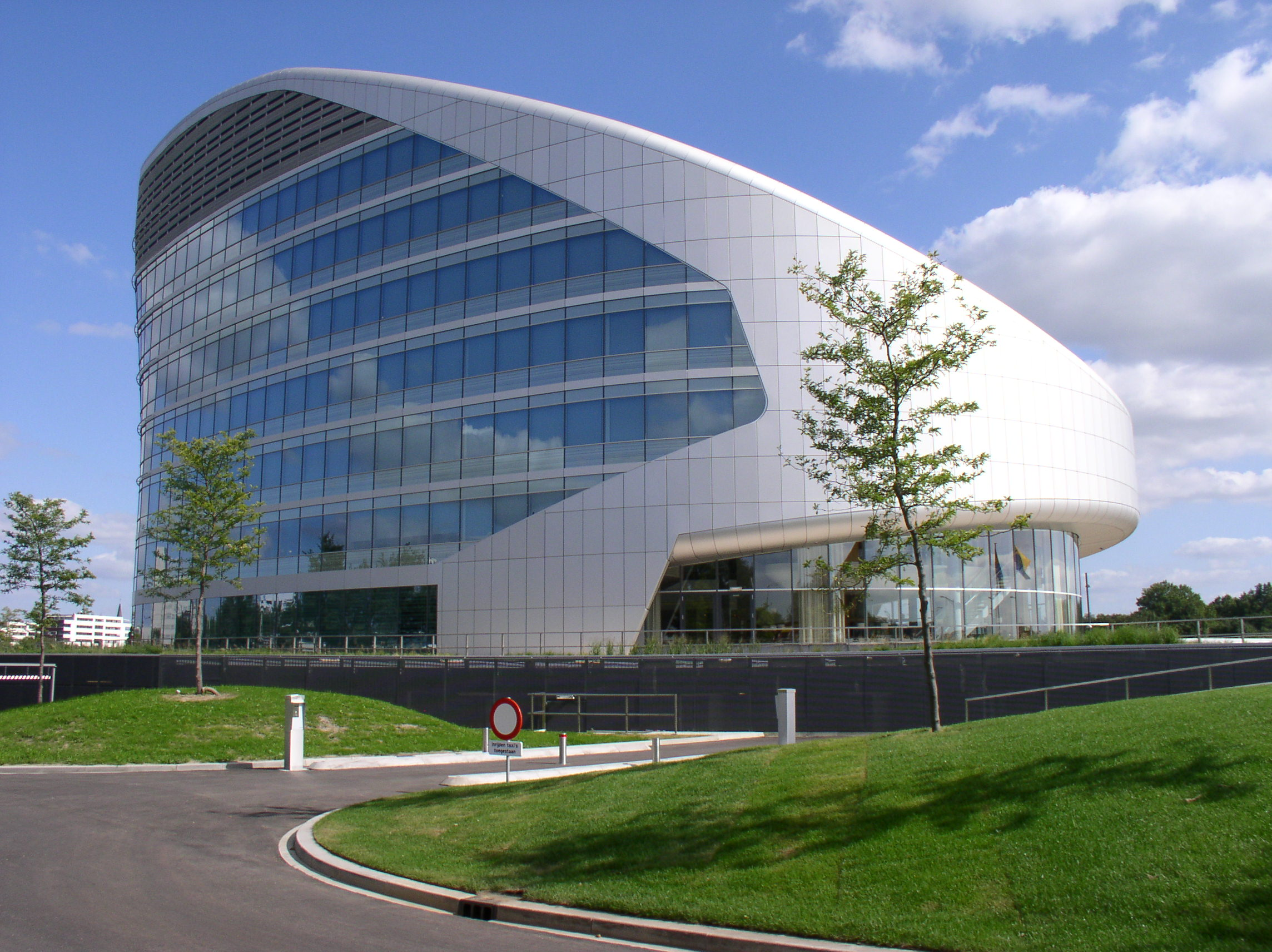
Europees hoofdkantoor SABIC

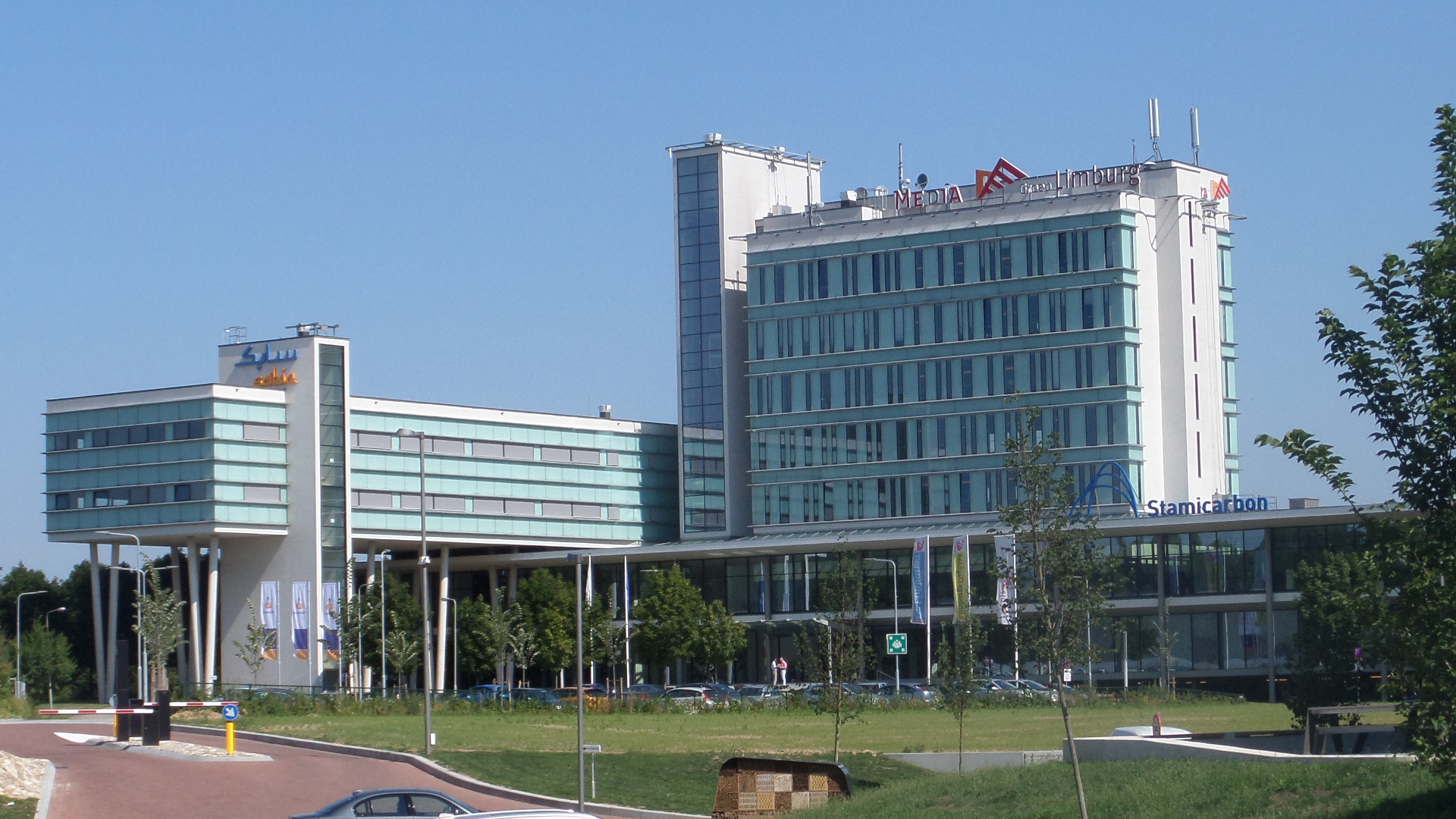
Kantorencomplex Mercator

### Voorgaande bestemmingen
De locatie is begin jaren 1990 ontwikkeld op een voormalig industrieterrein dat zich bevond in het gebied tussen het stationsemplacement van station Sittard en het Handelscentrum Bergerweg, ten zuiden van de wijk Limbrichterveld. Dit industrieterrein was gesitueerd rond een steenfabriek, die vanaf 1904 in bedrijf is geweest en in 1987 is gesloopt. Deze fabriek exploiteerde hier een kleigroeve, die een groot gedeelte van het gebied in beslag nam. De groeve is later weer aangevuld. In 1982 werd aan het emplacement een expeditieknooppunt van het staatspostbedrijf PTT in gebruik genomen, waarvandaan posttreinen vertrokken naar Utrecht.

### Herontwikkeling
Eind jaren 1980 werden de plannen gepresenteerd voor het Kantorenpark Sittard. Het oude industrieterrein werd hiervoor grotendeels gesaneerd en maakte plaats voor kantoorflats. Een van de eerste grote namen die zich op de locatie vestigde was chemieconcern DSM, dat hier in 1991-1993 een groot kantorencomplex bouwde met onder andere twee kantoortorens van tien verdiepingen. In 1993 werd het vernieuwde station Sittard geopend met een voetgangerstunnel onder het spoor die de kantorenwijk verbindt met het stadscentrum.

### Heden
Kantorenpark Sittard heeft inmiddels diverse functies. Naast de kantoren van onder andere DSM, SABIC, Media Groep Limburg en Rabobank bevindt zich hier de Penitentiaire Inrichting Limburg Zuid (voorheen De Geerhorst) en een transferium.
Vanaf 2020 stond het kantorencomplex van DSM enige tijd leeg. Doordat mensen meer thuis werkten, onder meer door de coronacrisis, werden werkplekken verplaatst naar het hoofdkantoor van DSM in Heerlen. Het gebouw in Sittard werd in 2021 verkocht aan een projectontwikkelaar, die er onder andere 261 energiezuinige woonstudio's en appartementen realiseerde, vooral bedoeld voor studenten en expats van de Brightlands-campus in Geleen. Verder zijn er flexibele kantoor- en vergaderruimtes en sport-, ontspannings- en horecafaciliteiten. Het gebouw kreeg tevens een nieuwe naam: PITground. Onder andere OCI Nitrogen, Stepco, Koraal en ApotheekZorg betrekken de kantoorruimtes.

## Verwijzingen
1. ↑  'DSM-torens in Sittard krijgen nieuwe bestemming', in: De Limburger, 13 oktober 2021, geraadpleegd op 7 augustus 2022. Gearchiveerd op 18 mei 2022.
2. ↑  'Leegstaande kantoorkolossen DSM in Sittard stromen vol: leeuwendeel al ingevuld met bedrijven en 261 woonstudio’s', in: De Limburger, 4 januari 2022, geraadpleegd op 7 augustus 2022. Gearchiveerd op 7 augustus 2022.
3. ↑  Zie ook: website PITground.